# Kręcko (jezioro)
Kręcko – jezioro w województwie lubuskim, w powiecie sulęcińskim, w gminie Torzym, przylegające bezpośrednio do północnych granic wsi Garbicz. Jezioro posiada charakterystyczną wydłużoną linię brzegową.
Jezioro znajduje się na obszarze chronionego krajobrazu „Puszcza nad Pliszką” oraz w granicach obszaru specjalnej ochrony siedlisk Natura 2000 „Rynna Jezior Torzymskich” PLH080073.

## Hydronimia
Według źródeł jezioro do 1945 roku nazywane było Krum̄e See (1835) lub Krummer See (1909). 17 września 1949 roku wprowadzono nazwę Kręcko. Obecnie państwowy rejestr nazw geograficznych jako nazwę jeziora również podaje Kręcko, jednocześnie podając nazwę oboczną Wielkie. W niektórych źródłach wymieniana jest dodatkowa nazwa jeziora – Krzywe.

## Morfometria
Według danych Instytutu Meteorologii i Gospodarki Wodnej powierzchnia zwierciadła wody jeziora wynosi 46,5 ha. Średnia głębokość zbiornika wodnego to 5,6 m, a maksymalna – 12,9 m. Lustro wody znajduje się na wysokości 83,0 m n.p.m. Objętość jeziora wynosi 2604,0 tys. m³. Natomiast A. Choiński określił poprzez planimetrowanie na mapach 1:50 000 wielkość jeziora na 44,0 ha. Maksymalna długość jeziora to 2750 m, a szerokość 270 m. Długość linii brzegowej wynosi 6550 m.
Według Mapy Podziału Hydrograficznego Polski jezioro leży na terenie zlewni czwartego poziomu Zlewnia bezodpływowych jez.: Kręcko i Wielicko. Identyfikator MPHP to 17860.

## Zagospodarowanie
Użytkownikiem prowadzącym gospodarkę rybacką na jeziorze jest osoba prywatna. Ze względu na typologię rybacką jest to jezioro typu leszczowego. W jeziorze żyją głównie szczupak, leszcz, płoć, okoń. Nad południowym brzegiem jeziora znajduje się pałac w którym dawniej mieścił się ośrodek rehabilitacyjno–wczasowy.